# زاره بارونیان
زاره بارونیان (ارمنی: Զարեհ Պարոնեան؛ انگلیسی: Zareh Baronian؛ زاده ۲ اکتبر ۱۹۴۱ – درگذشته ۱۳ آوریل ۲۰۱۷) راهب اعظم و متخصص الهیات ارمنی‌تبار اهل رومانی بود.